# Gero I
Gero I (c. 900 – 20 de maio de 965), chamado de Grande (latim magnus), governou uma marca inicialmente modesta, centrada em Merseburgo, no sul do atual estado alemão da Saxônia-Anhalt, que ele expandiu para uma vasta território em homenagem a ele: a marca Geronis. Em meados do século X, ele foi o líder do Saxão Ostsiedlung.

## Sucessão e conflitos precoces
Gero era filho do Conde Dietmar, tutor de Henrique I. Ele foi nomeado pelo Rei Otão I para suceder seu irmão, Siegfried, como conde e marquês no distrito em frente aos Wends, no baixo Saale, em 937. Sua nomeação frustrou Thankmar, meio-irmão do rei e primo de Siegfried, e junto com Eberhard da Franconia e Wichmann, o Velho, ele se revoltou contra o rei (938). Thankmar estava morto dentro de um ano e seus cúmplices chegaram a um acordo com Otão. Gero foi mantido em sua marca.
Durante a insurreição de seus oponentes, Gero estava processando uma guerra perdida contra os eslavos em 937 – 938. As perdas sofridas por suas tropas não puderam ser compensadas pela produção da terra nem por tributo, já que os eslavos se recusavam a pagar. Como um importante senhor da milites ad manum Geronis presidis conscripti, o comando de Gero incluía milites ad manum Geronis presidis conscripti, ou seja, "seguidores militares", "bando de vassalos ou companheiros" ou "grupo de combatentes especialmente escolhido" diferenciado do resto do exército (exercitus). Esses homens formaram a elite das tropas de Gero.

## Campanhas eslavas
Em 939, um ataque Obodrita deixou um exército saxão derrotado e seu líder margravial morto. Gero em vingança convidou trinta chefes eslavos para um banquete, onde matou todos, exceto um, que conseguiu escapar por acidente. Em resposta, os Stodorani se revoltaram contra a soberania alemã e perseguiram os alemães através do Elba, mas Gero conseguiu reverter isso antes da chegada de Otão a Magdeburgo no final do ano. Posteriormente, ele subornou Tugumir, um príncipe eslavo batizado, para trair seu compatriota e sujeitar seu povo à Alemanha. Logo depois, os Obodritas e os Wilzes se submeteram.
Em 954, enquanto Gero estava fora, os Ukrani (ou Ucri) se revoltaram, mas Gero retornou com o Conrado da Lorena e os pacificou.
Em 955, algumas contagens saxãs se rebelaram e foram banidas pelo Duque Hermano. Eles encontraram refúgio em Swetlastrana, uma cidade eslava, local desconhecido (talvez atual Berlim-Lichtenberg), onde residiam os chefes dos obodritas Nakon e Stoinegin (ou Stojgnev). Lá, Herman os cercou até que um acordo fosse alcançado, mas uma briga subsequente estragou a paz. Os obodritas, Wilzes, Chrepienyani, Redarii e Dolenzi então se uniram para se opor ao exército vindouro de Gero, o rei, e Liudolf, Duque da Suábia. Depois que as negociações falharam porque os termos duros dos alemães, os eslavos foram derrotados na batalha contra o Drosa.
Gero participou de campanhas saxônicas em geral contra os eslavos em 957, 959 e 960, além de fazer campanha contra os Wends e forçar Mieszko I dos poloneses a prestar homenagem, conceder garantia de terras e reconhecer a soberania alemã durante a ausência de Otão na Itália (962 – 963). A Lusácia, segundo Widukind, foi submetida "ao último grau de servidão". Gero foi responsável por sujeitar os Liutizi e Milzini (ou Milciani) e estender a soberania alemã sobre todo o território entre o Elba e o Bober. Nessas terras, a população eslava nativa foi reduzida à servidão e os "povos pagadores de tributo" foram convertidos em "camponeses pagadores de censo".

## Relacionamento com Igreja e família

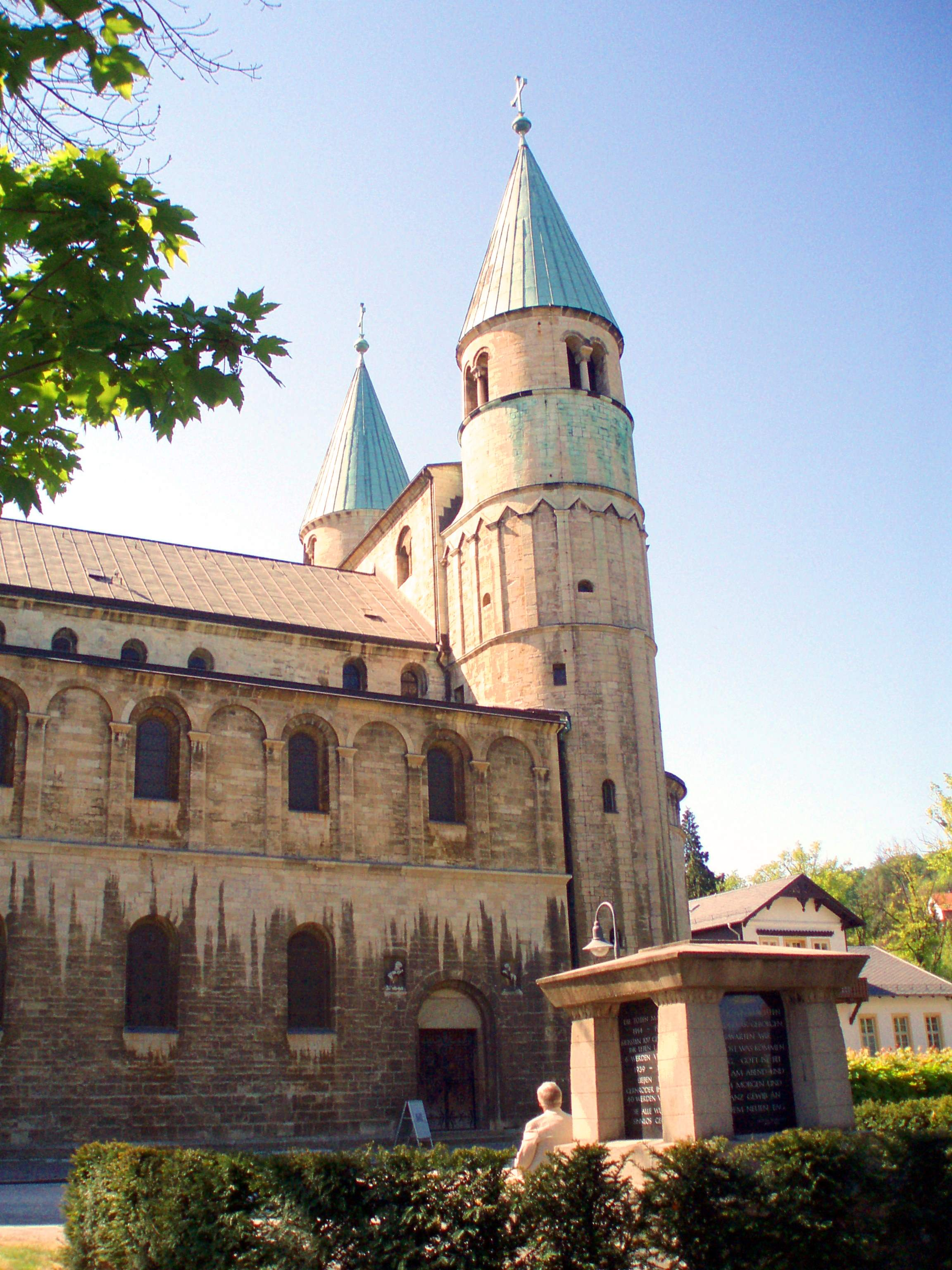
A igreja de St. Cyriakus em Gernrode.

Gero tinha uma estreita relação com Otão I. Otão era padrinho de filho mais velho de Gero, Siegfried, e ele concedeu Siegfried o villae de Egeln e Westeregeln na Schwabengau em 941. Como ato de devoção, Gero fez uma peregrinação a Roma em 959 após a morte de Siegfried. Em nome de Siegfried, em 960, ele também fundou uma igreja colegiada românica, St Cyriakus, e a Abadia de Gernrode, em uma floresta em homenagem a ele, Geronisrode (Gernrode), e deixou grande parte de sua grande riqueza em sua morte. A igreja e a abadia eram dedicadas a St. Cyriacus, e a abadia era um convento, abrigando freiras e canonenses.
O segundo filho de Gero, Gero II, já havia morrido naquele momento. O nome da esposa de Gero deve ser levantado a partir dos libri memoriales: era Judith (Iudita) ou Thietsuuind (Thietswind).

## Morte e divisão do território

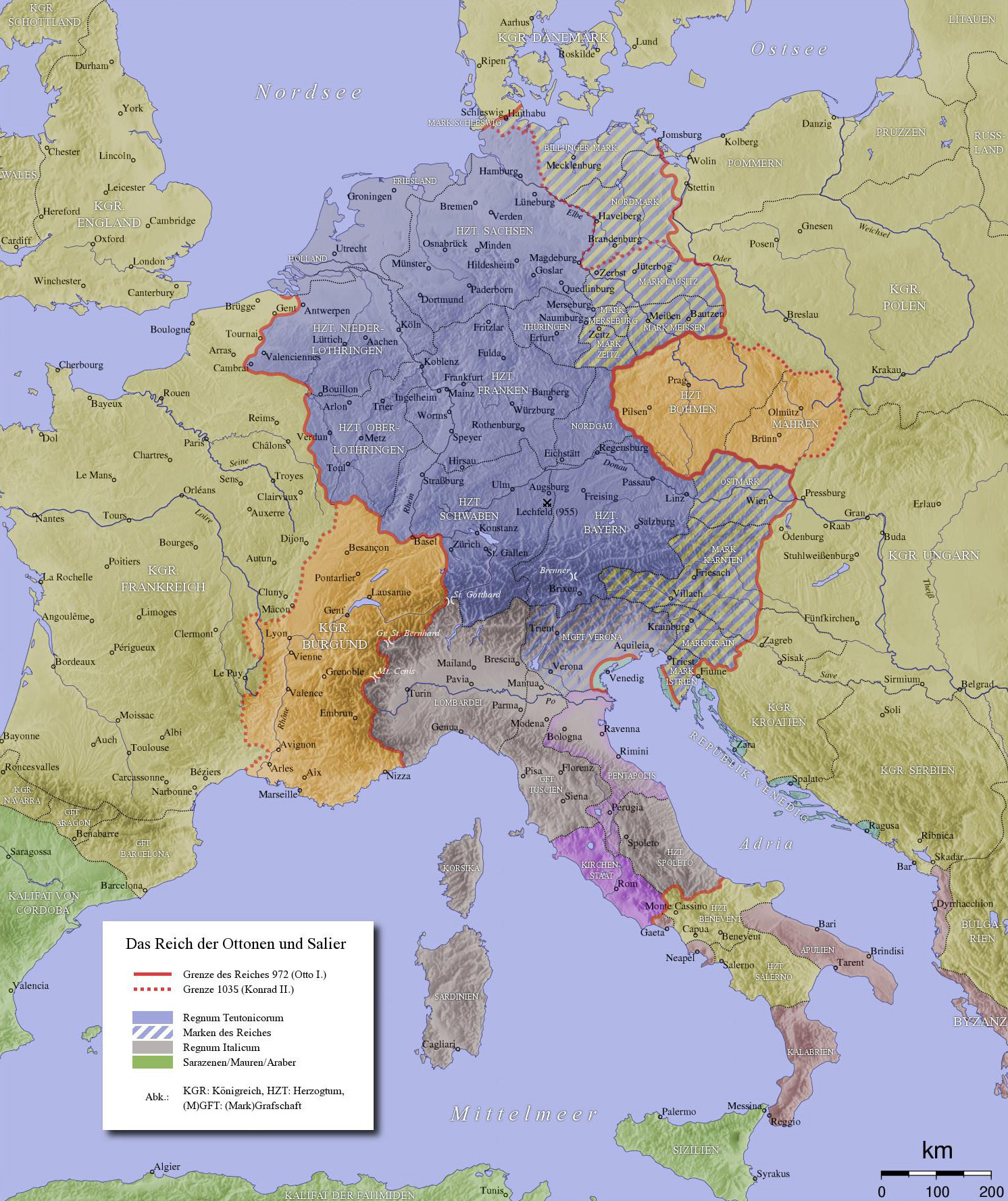
A marca Geronis (hachurada) corresponde ao 3/4 do sul das marcas saxônicas: Nordmark, Lausitz, Merseburgo, Meissen e Zeitz.

Na sua morte, a marca de Gero se estendeu até o rio Neisse. Ele não era popular com a nobreza saxônica de sua época, porque tinha um forte senso de retidão moral e era de baixo nascimento. No entanto, ele foi celebrado no Nibelungenlied como o marcgrâve Gêre, embora tenha sido discutido se ele já recebeu oficialmente esse título. O túmulo de Gero ainda pode ser visto em Gernrode hoje. Uma pintura decorativa foi adicionada a ele c. 1350 Retrata Gero em pé sobre um Wend vencido.
Após sua morte, o imenso território conquistado foi dividido pelo Imperador Otão em várias marcas diferentes: a Marca do Norte (sob Dietrich de Haldensleben), a Marca Oriental (sob Odo I), a Marca de Meissen (sob Wigbert), a Marca de Merseburgo (sob Günther) e a Marca de Zeitz (sob Wigger I). Mais tarde, a Marca do Norte foi subdividida nas marcas de Landsberg, Lusácia e Brandenburgo.
A divisão da "super-marca" de Gero provavelmente tinha algo a ver com seu tamanho imenso e a consideração política de tentar agradar a muitos sem criar inimigos. As subdivisões em que foi dividido, no entanto, eram naturais. Já em 963, a Lusácia — até mesmo a Alta e Baixa Lusácia — e a Marca Oriental eram distinguíveis como províncias governáveis na Marca de Gero.